# Karne Hesketh
Karne L. Hesketh (カーン・ヘスケス; Napier, 1 de agosto de 1985) es un jugador de rugby japonés de origen neozelandés que jugó para los Fukuoka Sanix Blues en la Top League japonesa, así como para la selección de rugby de Japón.

## Primeros años
Hesketh nació en Napier (Nueva Zelanda), donde acudió a la Napier Boys High School.

## Carrera

### Clubes
Hesketh es un profesional del rugby union que juega en posición de ala para los Fukuoka Sanix Blues. 

### Internacional
Juega internacionalmente con la selección de rugby de Japón.
Hesketh logró el ensayo decisivo que le dio la victoria a Japón contra Sudáfrica en el primer partido de su grupo en la Copa Mundial de Rugby de 2015. Entró en el minuto 78, sustituyendo a Akihito Yamada, y en la última jugada del partido, cumplido ya el tiempo reglamentario (minuto 84), cogió el balón a cinco metros de la línea de marca y consiguió el histórico ensayo.

## Vida personal
Su compañera, Carla Hohepa, es una jugadora de rugby neozelandesa que actúa en posición de ala para la selección femenina neozelandesa, Otago Spirit y Alhambra Union.